# Adobe Flash Player
Adobe Flash Player (trước đây là Macromedia Flash và trước đó FutureSplash), hay còn gọi một cách đơn giản là Flash, được dùng để chỉ chương trình sáng tạo đa phương tiện (multimedia) lẫn phần mềm dùng để hiển thị và để viết các phần mềm mô phỏng. Chương trình này được viết và phân phối bởi Adobe Systems (công ty đã mua Macromedia). Flash dùng đồ họa Vector và đồ họa điểm. Ngoài ra Flash còn có một ngôn ngữ lập trình riêng gọi là ActionScript và có khả năng truyền tải luồng âm thanh hoặc hình ảnh. Đúng ra thì từ Macromedia Flash nên được dùng để chỉ chương trình tạo ra các tập tin Flash. Còn từ Flash Player nên được dành để chỉ ứng dụng có nhiệm vụ thi hành hay hiển thị các tập tin Flash đó. Tuy vậy, chữ Flash được dùng để chỉ cả hai chương trình nói trên.
Các tập tin Flash, thường thường mang phần mở rộng là .swf (Shockwave Flash.)với 1 kích thước file rất nhỏ và có thể hiện thị bởi các trình duyệt Web hay ứng dụng Flash Player. Các tập tin Flash thường là hoạt họa, quảng cáo hay các thành phần trang trí của các trang Web. Gần đây Flash còn được sử dụng để tạo ra các ứng dụng Internet phong phú. Với một kích thước tương tự, một tập tin Flash có thể chứa nhiều thông tin hơn là một tập tin GIF hay dạng tập tin JPEG.

#### Flash EOL
Ngày 25 tháng 7 năm 2017, Adobe thông báo tới 31/12/2020 công ty sẽ dừng cập nhật và cung cấp Adobe Flash Player hay còn gọi là Adobe Flash Player EOL do những lỗ hổng bảo mật và hiện thời có rất nhiều chương trình có tiềm năng thay thế như HTML5 đang trôi nổi trên thị trường..